# Beh Bonak
Beh Bonak (persiska: بِهبَنَك, به بنك) är en ort i Iran.   Den ligger i provinsen Mazandaran, i den norra delen av landet, 90 km nordost om huvudstaden Teheran. Beh Bonak ligger 812 meter över havet och antalet invånare är 276.
Terrängen runt Beh Bonak är bergig åt sydväst, men åt nordost är den kuperad. Runt Beh Bonak är det ganska glesbefolkat, med 39 invånare per kvadratkilometer. Närmaste större samhälle är Tashkūh-e Soflá, 19,5 km norr om Beh Bonak. I omgivningarna runt Beh Bonak växer i huvudsak blandskog.